# Tarmigt
Tarmigt  (in arabo ترميكت‎?) è un centro abitato e comune rurale del Marocco situato nella provincia di Ouarzazate, regione di Drâa-Tafilalet. Conta una popolazione di 40 184 abitanti (censimento 2014).